# Словаччина на зимових Олімпійських іграх 2022
Словаччина взяла участь у зимових Олімпійських іграх 2022, що тривали з 4 до 20 лютого в Пекіні (Китай).
Марек Гривик і Катаріна Шимонакова несли прапор своєї країни на церемонії відкриття. А нести прапор на церемонії закриття доручили хокеїстові Петеру Цегларику.

## Медалісти
| Медаль | Ім'я | Вид спорту          | Дисципліна       | Дата      |
| ------ | --- | ------------------- | ---------------- | --------- |
| Золото | Петра Влгова | Гірськолижний спорт | Слалом (жінки)   | 9 лютого  |
| Бронза | Збірна Словаччини з хокею із шайбою - Браніслав Конрад - Патрік Рибар - Матей Томек - Міхал Чайковський - Петер Черешняк - Марек Дялога - Мартін Гернат - Самуель Княжко - Мартін Маринчин - Шимон Немець - Міслав Росандич - Петер Цегларик - Марко Даньо - Адріан Голешинський - Марек Гривик - Лібор Гудачек - Томаш Юрчо - Мілош Келемен - Міхал Кріштоф - Крістіан Поспішил - Павол Регенда - Мілош Роман - Юрай Слафковський - Самуель Такач - Петер Зузін | Хокей               | Чоловічий турнір | 19 лютого |

## Спортсмени
Кількість спортсменів, що взяли участь в Іграх, за видами спорту.
| Вид спорту          | Чоловіки | Жінки | Загалом |
| ------------------- | -------- | ----- | ------- |
| Гірськолижний спорт | 2        | 3     | 5       |
| Біатлон             | 4        | 4     | 8       |
| Бобслей             | 0        | 1     | 1       |
| Лижні перегони      | 2        | 3     | 5       |
| Хокей               | 25       | 0     | 25      |
| Санний спорт        | 4        | 1     | 5       |
| Сноубординг         | 0        | 1     | 1       |
| Загалом             | 37       | 13    | 50      |

## Гірськолижний спорт
Від Словаччини на Ігри кваліфікувалися два гірськолижники і три гірськолижниці.
Чоловіки
| Спортсмен     | Дисципліна         | 1-й спуск | 1-й спуск | 2-й спуск | 2-й спуск | Сума    | Сума  |
| Спортсмен     | Дисципліна         | Час       | Місце     | Час       | Місце     | Час     | Місце |
| ------------- | ------------------ | --------- | --------- | --------- | --------- | ------- | ----- |
| Адам Жампа    | Слалом             | 57.76     | 32        | 53.25     | 25        | 1:51.01 | 25    |
| Адам Жампа    | Гігантський слалом | 1:05.86   | 21        | 1:08.05   | 16        | 2:14.31 | 15    |
| Андреас Жампа | Слалом             | 58.06     | 33        | НФ        | НФ        | НФ      | НФ    |
| Андреас Жампа | Гігантський слалом | 1:06.15   | 23        | 1:08.16   | 17        | 2:14.31 | 16    |

Жінки
| Спортсменка    | Дисципліна         | 1-й спуск | 1-й спуск | 2-й спуск    | 2-й спуск    | Сума         | Сума         |
| Спортсменка    | Дисципліна         | Час       | Місце     | Час          | Місце        | Час          | Місце        |
| -------------- | ------------------ | --------- | --------- | ------------ | ------------ | ------------ | ------------ |
| Петра Влгова   | Комбінація         |           |           |              |              |              |              |
| Ребека Янчова  | Гігантський слалом | 1:06.56   | 48        | НФ           | НФ           | НФ           | НФ           |
| Петра Влгова   | Гігантський слалом | 59.34     | 13        | 58.81        | 16           | 1:58.15      | 14           |
| Ребека Янчова  | Слалом             | НФ        | НФ        | Не потрапила | Не потрапила | Не потрапила | Не потрапила |
| Петра Влгова   | Слалом             | 52.89     | 8         | 52.09        | 1            | 1:44.98      | 1            |
| Петра Громцова | Супергігант        | Н/Д       | 1:20.11   | 38           |              |              |              |
| Ребека Янчова  | Супергігант        | Н/Д       | 1:20.18   | 39           |              |              |              |

Змішані
| Спортсмени                                            | Дисципліна | 1/8 фіналу         | Чвертьфінал        | Півфінал           | Фінал / БМ         | Фінал / БМ |
| Спортсмени                                            | Дисципліна | Суперник Результат | Суперник Результат | Суперник Результат | Суперник Результат | Місце      |
| ----------------------------------------------------- | ---------- | ------------------ | ------------------ | ------------------ | ------------------ | ---------- |
| Адам Жампа Андреас Жампа Петра Громцова Ребека Янчова | Команди    | США (USA) L 1–3    | Не потрапили       | Не потрапили       | Не потрапили       | 12         |

## Біатлон
Чоловіки
| Спортсмен                                            | Дисципліна             | Час     | Хиби        | Місце |
| ---------------------------------------------------- | ---------------------- | ------- | ----------- | ----- |
| Шимон Бартко                                         | Спринт                 | 26:58.8 | 3 (2+1)     | 65    |
| Шимон Бартко                                         | Індивідуальні перегони | 59:47.8 | 7 (2+3+1+1) | 88    |
| Томаш Скленарік                                      | Спринт                 | 27:46.3 | 3 (1+2)     | 87    |
| Томаш Скленарік                                      | Індивідуальні перегони | 58:08.1 | 5 (2+2+1+0) | 80    |
| Матей Балога                                         | Спринт                 | 27:41.3 | 1 (0+1)     | 85    |
| Матей Балога                                         | Індивідуальні перегони | 58:47.1 | 4 (0+1+1+2) | 84    |
| Міхал Шима                                           | Спринт                 | 27:02.3 | 1 (1+0)     | 68    |
| Міхал Шима                                           | Індивідуальні перегони | 54:09.0 | 2 (0+1+0+1) | 43    |
| Шимон Бартко Томаш Скленарік Матей Балога Міхал Шима | Естафета               | КОЛО    | КОЛО        | 21    |

Жінки
| Спортсменка                                                            | Дисципліна              | Час     | Хиби        | Місце |
| ---------------------------------------------------------------------- | ----------------------- | ------- | ----------- | ----- |
| Івона Фіалкова                                                         | Індивідуальні перегони  | 49:54.2 | 6 (0+4+1+1) | 46    |
| Пауліна Фіалкова                                                       | Індивідуальні перегони  | 49:10.7 | 4 (0+2+1+1) | 42    |
| Генрієта Горватова                                                     | Індивідуальні перегони  | 52:16.1 | 3 (0+1+1+1) | 68    |
| Вероніка Нахинякова                                                    | Індивідуальні перегони  | 55:21.7 | 5 (1+2+0+2) | 83    |
| Пауліна Фіалкова                                                       | Масстарт                | 44:04.8 | 8 (0+3+1+4) | 26    |
| Івона Фіалкова                                                         | Перегони переслідування | 40:06.3 | 7 (0+4+1+2) | 36    |
| Пауліна Фіалкова                                                       | Перегони переслідування | 37:25.7 | 2 (0+2+0+0) | 10    |
| Івона Фіалкова                                                         | Спринт                  | 23:11.8 | 4 (1+3)     | 41    |
| Пауліна Фіалкова                                                       | Спринт                  | 22:12.0 | 1 (0+1)     | 14    |
| Генрієта Горватова                                                     | Спринт                  | 24:20.7 | 1 (1+0)     | 72    |
| Вероніка Нахинякова                                                    | Спринт                  | 26:13.2 | 3 (2+1)     | 88    |
| Пауліна Фіалкова Вероніка Нахинякова Генрієта Горватова Івона Фіалкова | Естафета                | КОЛО    | КОЛО        | 19    |

Змішані
| Спортсмени                                                 | Дисципліна | Час  | Хиби | Місце |
| ---------------------------------------------------------- | ---------- | ---- | ---- | ----- |
| Івона Фіалкова Пауліна Фіалкова Міхал Шима Томаш Скленарік | Естафета   | КОЛО | 9+13 | 17    |

## Бобслей
| Спортсменка         | Дисципліна      | 1-й заїзд | 1-й заїзд | 2-й заїзд | 2-й заїзд | 3-й заїзд | 3-й заїзд | 4-й заїзд | 4-й заїзд | Сума    | Сума  |
| Спортсменка         | Дисципліна      | Час       | Місце     | Час       | Місце     | Час       | Місце     | Час       | Місце     | Час     | Місце |
| ------------------- | --------------- | --------- | --------- | --------- | --------- | --------- | --------- | --------- | --------- | ------- | ----- |
| Вікторія Чернянська | Монобоб (жінки) | 1:05.75   | 12        | 1:06.41   | 15        | 1:06.62   | 18        | 1:06.47   | 15        | 4:25.25 | 17    |

## Лижні перегони
Від Словаччини на Ігри кваліфікувалися два лижники і три лижниці.
Дистанційні перегони
| Спортсмен          | Дисципліна                        | Класичний стиль | Класичний стиль | Вільний стиль | Вільний стиль | Фінал     | Фінал       | Фінал |
| Спортсмен          | Дисципліна                        | Час             | Місце           | Час           | Місце         | Час       | Відставання | Місце |
| ------------------ | --------------------------------- | --------------- | --------------- | ------------- | ------------- | --------- | ----------- | ----- |
| Петер Млинар       | 15 км класичним стилем (чоловіки) | Н/Д             | Н/Д             | Н/Д           | Н/Д           | 42:49.9   | +4:55.1     | 58    |
| Ян Корістек        | 30 км скіатлон (чоловіки)         | 44:06.1         | 51              | 40:54.9       | 32            | 1:25:38.7 | +9:28.9     | 45    |
| Ян Корістек        | 50 км вільним стилем (чоловіки)   | Н/Д             | Н/Д             | Н/Д           | Н/Д           | 1:17:26.0 | +5:53.3     | 40    |
| Алена Прохазкова   | 10 км класичним стилем (жінки)    | Н/Д             | Н/Д             | Н/Д           | Н/Д           | 33:18.2   | +5:11.9     | 65    |
| Барбора Клементова | 10 км класичним стилем (жінки)    | Н/Д             | Н/Д             | Н/Д           | Н/Д           | 34:59.2   | +6:52.9     | 77    |
| Крістіна Сівокова  | 10 км класичним стилем (жінки)    | Н/Д             | Н/Д             | Н/Д           | Н/Д           | 36:12.6   | +8:06.3     | 81    |
| Алена Прохазкова   | 30 км вільним стилем (жінки)      | Н/Д             | Н/Д             | Н/Д           | Н/Д           |           |             |       |

Спринт
| Спортсмен                           | Дисципліна                  | Кваліфікація | Кваліфікація | Чвертьфінали | Чвертьфінали | Півфінали    | Півфінали    | Фінал        | Фінал        |
| Спортсмен                           | Дисципліна                  | Час          | Місце        | Час          | Місце        | Час          | Місце        | Час          | Місце        |
| ----------------------------------- | --------------------------- | ------------ | ------------ | ------------ | ------------ | ------------ | ------------ | ------------ | ------------ |
| Петер Млинар Ян Корістек            | Командний спринт (чоловіки) |              |              |              |              |              |              |              |              |
| Алена Прохазкова                    | Спринт (жінки)              | 3:36.84      | 63           | Не потрапила | Не потрапила | Не потрапила | Не потрапила | Не потрапила | Не потрапила |
| Барбора Клементова                  | Спринт (жінки)              | 3:34.87      | 57           | Не потрапила | Не потрапила | Не потрапила | Не потрапила | Не потрапила | Не потрапила |
| Крістіна Сівокова                   | Спринт (жінки)              | 3:46.25      | 72           | Не потрапила | Не потрапила | Не потрапила | Не потрапила | Не потрапила | Не потрапила |
| Алена Прохазкова Барбора Клементова | Командний спринт (жінки)    |              |              |              |              |              |              |              |              |

## Хокей
Підсумок
Легенда:
- OT – Додатковий час
- GWS – Пробиттям булітів

| Збірна                     | Дисципліна       | Груповий етап    | Груповий етап    | Груповий етап    | Груповий етап    | Груповий етап | Кваліфікаційний плейоф | Чвертьфінал      | Півфінал         | Фінал / БМ       | Фінал / БМ |
| Збірна                     | Дисципліна       | Суперник Рахунок | Суперник Рахунок | Суперник Рахунок | Суперник Рахунок | Місце         | Суперник Рахунок       | Суперник Рахунок | Суперник Рахунок | Суперник Рахунок | Місце      |
| -------------------------- | ---------------- | ---------------- | ---------------- | ---------------- | ---------------- | ------------- | ---------------------- | ---------------- | ---------------- | ---------------- | ---------- |
| Чоловіча збірна Словаччини | Чоловічий турнір | Фінляндія L 2–6  | Швеція L 1–4     | Латвія W 5–2     | Н/Д              | 3 Q           | Німеччина W 4–0        | США W 3–2 GWS    | Фінляндія L 0–2  | Швеція W 4–0     | 3          |

Від Словаччини на Ігри кваліфікувалася чоловіча збірна (25 спортсменів).

### Чоловічий турнір
Збірна Словаччини з хокею із шайбою кваліфікувалася на Ігри завдяки перемозі на Фінальному кваліфікаційному турнірі.
Склад збірної
Склад збірної оголошено 18 січня 2022 року.
Головний тренер:  Крейг Ремзі
| №  | Поз. | Ім'я                | Зріст  | Вага   | Дата народження                  | Команда                   |
| -- | ---- | ------------------- | ------ | ------ | -------------------------------- | ------------------------- |
| 5  | З    | Шимон Немець        | 1,83 м | 85 кг  | 15 лютого 2004 (вік 17 років)    | Нітра                     |
| 7  | З    | Маріо Грман         | 1,85 м | 92 кг  | 11 квітня 1997 (вік 24 роки)     | ГПК                       |
| 11 | Н    | Петер Зузін         | 1,82 м | 81 кг  | 4 вересня 1990 (вік 31 рік)      | Зволен                    |
| 12 | Н    | Мілош Келемен       | 1,88 м | 96 кг  | 6 липня 1999 (вік 22 роки)       | Mladá Boleslav            |
| 13 | Н    | Міхао Кріштоф       | 1,75 м | 74 кг  | 11 жовтня 1993 (вік 28 років)    | Комета                    |
| 14 | З    | Петер Черешняк      | 1,91 м | 95 кг  | 26 січня 1993 (вік 29 років)     | HC Plzeň                  |
| 22 | З    | Самуель Княжко      | 1,86 м | 87 кг  | 7 серпня 2002 (вік 19 років)     | Seattle Thunderbirds      |
| 27 | Н    | Марек Гривик        | 1,85 м | 93 кг  | 28 серпня 1991 (вік 30 років)    | Торпедо (Нижній Новгород) |
| 28 | З    | Мартін Гернат       | 1,93 м | 94 кг  | 11 квітня 1993 (вік 28 років)    | Лозанна                   |
| 33 | В    | Патрік Рибар        | 1,90 м | 86 кг  | 9 листопада 1993 (вік 28 років)  | Динамо Мінськ             |
| 34 | Н    | Петер Цегларик      | 1,88 м | 93 кг  | 2 серпня 1995 (вік 26 років)     | Авангард                  |
| 40 | Н    | Мілош Роман         | 1,81 м | 87 кг  | 6 листопада 1999 (вік 22 роки)   | Оцеларжи (Тржинець)       |
| 42 | В    | Браніслав Конрад    | 1,88 м | 88 кг  | 10 жовтня 1987 (вік 34 роки)     | HC Olomouc                |
| 49 | Н    | Самуель Такач       | 1,84 м | 92 кг  | 3 грудня 1991 (вік 30 років)     | Слован Братислава         |
| 52 | З    | Мартін Маринчин     | 1,92 м | 95 кг  | 18 лютого 1992 (вік 29 років)    | Оцеларжи (Тржинець)       |
| 56 | Н    | Марко Даньо         | 1,82 м | 96 кг  | 30 листопада 1994 (вік 27 років) | Оцеларжи (Тржинець)       |
| 60 | Н    | Юрай Слафковський   | 1,92 м | 99 кг  | 30 березня 2004 (вік 17 років)   | ТПС                       |
| 65 | З    | Міхал Чайковський   | 1,92 м | 105 кг | 6 травня 1992 (вік 29 років)     | Сибір                     |
| 71 | З    | Марек Дялога        | 1,93 м | 90 кг  | 10 березня 1989 (вік 32 роки)    | Комета                    |
| 79 | Н    | Лібор Гудачек       | 1,77 м | 80 кг  | 7 вересня 1990 (вік 31 рік)      | Динамо Мінськ             |
| 87 | Н    | Павол Регенда       | 1,92 м | 93 кг  | 7 грудня 1999 (вік 22 роки)      | HK Dukla Michalovce       |
| 88 | Н    | Крістіан Поспішил   | 1,87 м | 88 кг  | 22 квітня 1996 (вік 25 років)    | Давос                     |
| 89 | Н    | Адріан Голешинський | 1,82 м | 85 кг  | 11 лютого 1996 (вік 25 років)    | Нітра                     |
|    | В    | Матей Томек         | 1,91 м | 82 кг  | 24 травня 1997 (вік 24 роки)     | Комета                    |
|    | Н    | Томаш Юрчо          | 1,88 м | 85 кг  | 28 грудня 1992 (вік 29 років)    | Барис                     |

Груповий етап
| Поз | Команда    | М | В | ВО | ПО | П | ГЗ | ГП | Різ | О | Кваліфікація           |
| --- | ---------- | - | - | -- | -- | - | -- | -- | --- | - | ---------------------- |
| 1   | Фінляндія  | 3 | 2 | 1  | 0  | 0 | 13 | 6  | +7  | 8 | Чвертьфінали           |
| 2   | Швеція     | 3 | 2 | 0  | 1  | 0 | 10 | 7  | +3  | 7 | Чвертьфінали           |
| 3   | Словаччина | 3 | 1 | 0  | 0  | 2 | 8  | 12 | −4  | 3 | Кваліфікаційний плейоф |
| 4   | Латвія     | 3 | 0 | 0  | 0  | 3 | 5  | 11 | −6  | 0 | Кваліфікаційний плейоф |

| 10 лютого 2022 16:40 v | Фінляндія | 6–2 (3–1, 1–1, 2–0) | Словаччина | Державний палац спорту Пекіна (Пекін) 929 глядачів |

| звіт | звіт                                          | звіт                                                                    | звіт             | звіт                                                                         |
| --- | --------------------------------------------- | ----------------------------------------------------------------------- | ---------------- | ---------------------------------------------------------------------------- |
| |                                               |                                                                         |                  |                                                                              |
| | Харрі Сятері                                  | Воротарі                                                                | Браніслав Конрад | Судді: Стівен Рено Євген Ромашко Лінійні Судді: Давід Обвегесер Браян Олівер |
| | голи:                                         |                                                                         |                  | Судді: Стівен Рено Євген Ромашко Лінійні Судді: Давід Обвегесер Браян Олівер |
| Маннінен (Хартікайнен, Покка) – 10:17 / Песонен (Аалтонен, Фільппула) (PP) – 14:22 / Аалтонен (Няттінен) – 18:20 / Маннінен (Гранлунд, Легтонен) – 29:28 / Маннінен (Хартікайнен) – 40:16 / Аалтонен (Оямякі, Ватанен) (PP) – 54:57 | 0–1 / 1–1 / 2–1 / 3–1 / 4–1 / 4–2 / 5–2 / 6–2 | 05:33 – Слафковський (Роман) / 31:49 – Слафковський (Черешняк, Регенда) |                  | Судді: Стівен Рено Євген Ромашко Лінійні Судді: Давід Обвегесер Браян Олівер |
| |                                               |                                                                         |                  | Судді: Стівен Рено Євген Ромашко Лінійні Судді: Давід Обвегесер Браян Олівер |
| |                                               |                                                                         |                  | Судді: Стівен Рено Євген Ромашко Лінійні Судді: Давід Обвегесер Браян Олівер |
| |                                               |                                                                         |                  | Судді: Стівен Рено Євген Ромашко Лінійні Судді: Давід Обвегесер Браян Олівер |
| 10 хв | Штраф                                         | 6 хв                                                                    |                  | Судді: Стівен Рено Євген Ромашко Лінійні Судді: Давід Обвегесер Браян Олівер |
| |                                               |                                                                         |                  |                                                                              |
| | 30                                            | кидки                                                                   | 33               |                                                                              |

| 11 лютого 2022 16:40 v | Швеція | 4–1 (3–0, 0–0, 1–1) | Словаччина | Арена Укесон (Пекін) 653 глядачів |

| звіт | звіт                        | звіт                          | звіт        | звіт                                                                          |
| --- | --------------------------- | ----------------------------- | ----------- | ----------------------------------------------------------------------------- |
| |                             |                               |             |                                                                               |
| | Маґнус Гелльберґ            | Воротарі                      | Матей Томек | Судді: Євген Ромашко Андре Шрадер Лінійні Судді: Давід Обвегесер Браян Олівер |
| | голи:                       |                               |             | Судді: Євген Ромашко Андре Шрадер Лінійні Судді: Давід Обвегесер Браян Олівер |
| Нордстрем (Бенґтссон, Фріберг) – 11:22 / Валльмарк (Пудас, Теммернес) (PP2) – 18:10 / Фріберг (Гольм, Нордстрем) – 19:55 / Клінґберґ (Ландер, Бруме) (ENG) – 57:44 | 1–0 / 2–0 / 3–0 / 4–0 / 4–1 | 58:18 – Слафковський (Немець) |             | Судді: Євген Ромашко Андре Шрадер Лінійні Судді: Давід Обвегесер Браян Олівер |
| |                             |                               |             | Судді: Євген Ромашко Андре Шрадер Лінійні Судді: Давід Обвегесер Браян Олівер |
| |                             |                               |             | Судді: Євген Ромашко Андре Шрадер Лінійні Судді: Давід Обвегесер Браян Олівер |
| |                             |                               |             | Судді: Євген Ромашко Андре Шрадер Лінійні Судді: Давід Обвегесер Браян Олівер |
| 12 хв | Штраф                       | 12 хв                         |             | Судді: Євген Ромашко Андре Шрадер Лінійні Судді: Давід Обвегесер Браян Олівер |
| |                             |                               |             |                                                                               |
| | 29                          | кидки                         | 41          |                                                                               |

| 13 лютого 2022 12:10 v | Словаччина | 5–2 (1–1, 2–0, 2–1) | Латвія | Державний палац спорту Пекіна (Пекін) 943 глядачів |

| звіт | звіт                                    | звіт                                                                        | звіт          | звіт                                                                        |
| --- | --------------------------------------- | --------------------------------------------------------------------------- | ------------- | --------------------------------------------------------------------------- |
| |                                         |                                                                             |               |                                                                             |
| | Патрік Рибар                            | Воротарі                                                                    | Яніс Калниньш | Судді: Олівер Гуен Мікаель Норд Лінійні Судді: Людвіг Лундгрен Дмитро Шишло |
| | голи:                                   |                                                                             |               | Судді: Олівер Гуен Мікаель Норд Лінійні Судді: Людвіг Лундгрен Дмитро Шишло |
| Маринчич (Юрчо, Гудачек) – 11:00 / Цегларик (Гривик, Такач) – 26:17 / Слафковський – 31:16 / Зузін (Келемен, Черешняк) – 49:21 / Юрчо (ENG) – 59:59 | 1–0 / 1–1 / 2–1 / 3–1 / 3–2 / 4–2 / 5–2 | 15:46 – Кєниньш (Аболс, Крастенбергс) / 42:07 – Індрашіс (Мейя, Цибульскіс) |               | Судді: Олівер Гуен Мікаель Норд Лінійні Судді: Людвіг Лундгрен Дмитро Шишло |
| |                                         |                                                                             |               | Судді: Олівер Гуен Мікаель Норд Лінійні Судді: Людвіг Лундгрен Дмитро Шишло |
| |                                         |                                                                             |               | Судді: Олівер Гуен Мікаель Норд Лінійні Судді: Людвіг Лундгрен Дмитро Шишло |
| |                                         |                                                                             |               | Судді: Олівер Гуен Мікаель Норд Лінійні Судді: Людвіг Лундгрен Дмитро Шишло |
| 4 хв | Штраф                                   | 2 хв                                                                        |               | Судді: Олівер Гуен Мікаель Норд Лінійні Судді: Людвіг Лундгрен Дмитро Шишло |
| |                                         |                                                                             |               |                                                                             |
| | 33                                      | кидки                                                                       | 20            |                                                                             |

Плейоф
| 15 лютого 2022 12:10 v | Словаччина | 4–0 (1–0, 2–0, 1–0) | Німеччина | Державний палац спорту Пекіна (Пекін) 926 глядачів |

| звіт | звіт                  | звіт     | звіт               | звіт                                                                          |
| --- | --------------------- | -------- | ------------------ | ----------------------------------------------------------------------------- |
| |                       |          |                    |                                                                               |
| | Патрік Рибар          | Воротарі | Матіас Нідерберґер | Судді: Тобіас Б'єрк Мікаель Норд Лінійні Судді: Гліб Лазарєв Лаурі Нікулайнен |
| | голи:                 |          |                    | Судді: Тобіас Б'єрк Мікаель Норд Лінійні Судді: Гліб Лазарєв Лаурі Нікулайнен |
| Гудачек (Поспішил, Гернат) – 11:05 / Цегларик (Гернат, Гривик) – 27:01 / Кріштоф (Княжко, Черешняк) – 28:45 / Гривик (Цегларик, Такач) (ENG) – 57:56 | 1–0 / 2–0 / 3–0 / 4–0 |          |                    | Судді: Тобіас Б'єрк Мікаель Норд Лінійні Судді: Гліб Лазарєв Лаурі Нікулайнен |
| |                       |          |                    | Судді: Тобіас Б'єрк Мікаель Норд Лінійні Судді: Гліб Лазарєв Лаурі Нікулайнен |
| |                       |          |                    | Судді: Тобіас Б'єрк Мікаель Норд Лінійні Судді: Гліб Лазарєв Лаурі Нікулайнен |
| |                       |          |                    | Судді: Тобіас Б'єрк Мікаель Норд Лінійні Судді: Гліб Лазарєв Лаурі Нікулайнен |
| 8 хв | Штраф                 | 33 хв    |                    | Судді: Тобіас Б'єрк Мікаель Норд Лінійні Судді: Гліб Лазарєв Лаурі Нікулайнен |
| |                       |          |                    |                                                                               |
| | 34                    | кидки    | 21                 |                                                                               |

Чвертьфінали
| 16 лютого 2022 12:10 v | США | 2–3 GWS (1–1, 1–0, 0–1) (OT: 0–0) (Бул: 0–1) | Словаччина | Державний палац спорту Пекіна (Пекін) 1,059 глядачів |

| звіт                                                                   | звіт                  | звіт                                                                                  | звіт         | звіт                                                                           |
| ---------------------------------------------------------------------- | --------------------- | ------------------------------------------------------------------------------------- | ------------ | ------------------------------------------------------------------------------ |
|                                                                        |                       |                                                                                       |              |                                                                                |
|                                                                        | Штраус Манн           | Воротарі                                                                              | Патрік Рибар | Судді: Тобіас Б'єрк Роман Гофман Лінійні Судді: Дастін Маккренк Микита Шалагін |
|                                                                        | голи:                 |                                                                                       |              | Судді: Тобіас Б'єрк Роман Гофман Лінійні Судді: Дастін Маккренк Микита Шалагін |
| Абруццезе (Бенієрс, Кампфер) – 19:14 / Гентґес (Пербікс, Сміт) – 28:56 | 0–1 / 1–1 / 2–1 / 2–2 | 11:45 – Слафковський (Черешняк, Регенда) / 59:16 – Гривик (Чайковський, Гудачек) (EA) |              | Судді: Тобіас Б'єрк Роман Гофман Лінійні Судді: Дастін Маккренк Микита Шалагін |
|                                                                        |                       |                                                                                       |              | Судді: Тобіас Б'єрк Роман Гофман Лінійні Судді: Дастін Маккренк Микита Шалагін |
|                                                                        |                       |                                                                                       |              | Судді: Тобіас Б'єрк Роман Гофман Лінійні Судді: Дастін Маккренк Микита Шалагін |
|                                                                        |                       |                                                                                       |              | Судді: Тобіас Б'єрк Роман Гофман Лінійні Судді: Дастін Маккренк Микита Шалагін |
| 2 хв                                                                   | Штраф                 | 10 хв                                                                                 |              | Судді: Тобіас Б'єрк Роман Гофман Лінійні Судді: Дастін Маккренк Микита Шалагін |
|                                                                        |                       |                                                                                       |              |                                                                                |
|                                                                        | 35                    | кидки                                                                                 | 37           |                                                                                |

Півфінали
| 18 лютого 2022 12:10 v | Фінляндія | 2–0 (1–0, 0–0, 1–0) | Словаччина | Державний палац спорту Пекіна (Пекін) 1,071 глядачів |

| звіт                                                                             | звіт         | звіт     | звіт         | звіт                                                                          |
| -------------------------------------------------------------------------------- | ------------ | -------- | ------------ | ----------------------------------------------------------------------------- |
|                                                                                  |              |          |              |                                                                               |
|                                                                                  | Харрі Сятері | Воротарі | Патрік Рибар | Судді: Тобіас Б'єрк Євген Ромашко Лінійні Судді: Гліб Лазарєв Дастін Маккренк |
|                                                                                  | голи:        |          |              | Судді: Тобіас Б'єрк Євген Ромашко Лінійні Судді: Гліб Лазарєв Дастін Маккренк |
| Маннінен (Ліндбом, Ватанен) – 15:58 / Песонен (Хартікайнен, Покка) (ENG) – 59:21 | 1–0 / 2–0    |          |              | Судді: Тобіас Б'єрк Євген Ромашко Лінійні Судді: Гліб Лазарєв Дастін Маккренк |
|                                                                                  |              |          |              | Судді: Тобіас Б'єрк Євген Ромашко Лінійні Судді: Гліб Лазарєв Дастін Маккренк |
|                                                                                  |              |          |              | Судді: Тобіас Б'єрк Євген Ромашко Лінійні Судді: Гліб Лазарєв Дастін Маккренк |
|                                                                                  |              |          |              | Судді: Тобіас Б'єрк Євген Ромашко Лінійні Судді: Гліб Лазарєв Дастін Маккренк |
| 0 хв                                                                             | Штраф        | 6 хв     |              | Судді: Тобіас Б'єрк Євген Ромашко Лінійні Судді: Гліб Лазарєв Дастін Маккренк |
|                                                                                  |              |          |              |                                                                               |
|                                                                                  | 27           | кидки    | 28           |                                                                               |

Матч за бронзові медалі
| 19 лютого 2022 21:10 | Швеція | 0–4 (0–0, 0–2, 0–2) | Словаччина | Державний палац спорту Пекіна (Пекін) |

| звіт | звіт                  | звіт | звіт         | звіт                                                                        |
| ---- | --------------------- | --- | ------------ | --------------------------------------------------------------------------- |
|      |                       | |              |                                                                             |
|      | Ларс Юганссон         | Воротарі | Патрік Рибар | Судді: Олівер Гуен Євген Ромашко Лінійні Судді: Гліб Лазарєв Микита Шалагін |
|      | голи:                 | |              | Судді: Олівер Гуен Євген Ромашко Лінійні Судді: Гліб Лазарєв Микита Шалагін |
|      | 0–1 / 0–2 / 0–3 / 0–4 | 23:17 – Слафковський (Черешняк) / 32:47 – Такач (Регенда) (PP) / 58:26 – Слафковський (Цегларик) (ENG) / 58:46 – Регенда (ENG) |              | Судді: Олівер Гуен Євген Ромашко Лінійні Судді: Гліб Лазарєв Микита Шалагін |
|      |                       | |              | Судді: Олівер Гуен Євген Ромашко Лінійні Судді: Гліб Лазарєв Микита Шалагін |
|      |                       | |              | Судді: Олівер Гуен Євген Ромашко Лінійні Судді: Гліб Лазарєв Микита Шалагін |
|      |                       | |              | Судді: Олівер Гуен Євген Ромашко Лінійні Судді: Гліб Лазарєв Микита Шалагін |
| 6 хв | Штраф                 | 4 хв |              | Судді: Олівер Гуен Євген Ромашко Лінійні Судді: Гліб Лазарєв Микита Шалагін |
|      |                       | |              |                                                                             |
|      | 28                    | кидки | 43           |                                                                             |

## Санний спорт
| Спортсмен                 | Дисципліна                | 1-й заїзд | 1-й заїзд | 2-й заїзд | 2-й заїзд | 3-й заїзд | 3-й заїзд | 4-й заїзд    | 4-й заїзд    | Сума     | Сума  |
| Спортсмен                 | Дисципліна                | Час       | Місце     | Час       | Місце     | Час       | Місце     | Час          | Місце        | Час      | Місце |
| ------------------------- | ------------------------- | --------- | --------- | --------- | --------- | --------- | --------- | ------------ | ------------ | -------- | ----- |
| Йозеф Нініс               | Одномісні сани (чоловіки) | 58.205    | 18        | 58.764    | 19        | 58.856    | 23        | Не потрапив  | Не потрапив  | 2:55.825 | 21    |
| Маріан Скупек             | Одномісні сани (чоловіки) | 58.956    | 26        | 58.976    | 23        | 59.051    | 27        | Не потрапив  | Не потрапив  | 2:56.983 | 26    |
| Томаш Ваверчак Матей Змій | Двомісні сани             | 1:00.138  | 15        | 59.704    | 13        | Н/Д       | Н/Д       | Н/Д          | Н/Д          | 1:59.842 | 13    |
| Катаріна Шимонакова       | Одномісні сани (жінки)    | 1:00.124  | 27        | 59.851    | 24        | 59.761    | 26        | Не потрапила | Не потрапила | 2:59.736 | 25    |

Змішані
| Спортсмен                                                   | Дисципліна | 1-й заїзд | 1-й заїзд | 2-й заїзд | 2-й заїзд | 3-й заїзд | 3-й заїзд | Сума | Сума  |
| Спортсмен                                                   | Дисципліна | Час       | Місце     | Час       | Місце     | Час       | Місце     | Час  | Місце |
| ----------------------------------------------------------- | ---------- | --------- | --------- | --------- | --------- | --------- | --------- | ---- | ----- |
| Катаріна Шимонакова Йозеф Нініс Томаш Ваверчак / Матей Змій | Естафета   | 1:01.579  | 11        | 1:02.338  | 8         | НФ        | НФ        | НФ   | НФ    |

## Сноубординг
Фристайл
| Спортсмен       | Дисципліна         | Кваліфікація | Кваліфікація | Кваліфікація | Кваліфікація | Кваліфікація | Фінал        | Фінал        | Фінал        | Фінал        | Фінал        |
| Спортсмен       | Дисципліна         | 1-ша спроба  | 2-га спроба  | 3-тя спроба  | Найкраща     | Місце        | 1-ша спроба  | 2-га спроба  | 3-тя спроба  | Найкраща     | Місце        |
| --------------- | ------------------ | ------------ | ------------ | ------------ | ------------ | ------------ | ------------ | ------------ | ------------ | ------------ | ------------ |
| Клаудія Медлова | Біг-ейр (жінки)    | 62.25        | 51.00        | 29.75        | 113.25       | 16           | Не потрапила | Не потрапила | Не потрапила | Не потрапила | Не потрапила |
| Клаудія Медлова | Слоупстайл (жінки) | НС           | НС           | НС           | НС           | НС           | Не потрапила | Не потрапила | Не потрапила | Не потрапила | Не потрапила |